# Catoptria orobiella
Catoptria orobiella là một loài bướm đêm trong họ Crambidae.